# Archidiecezja Owerri
Archidiecezja Owerri – diecezja rzymskokatolicka  w Nigerii. Powstała w 1948 jako wikariat apostolski, diecezja od 1950. W 1994 promowana do rangi archidiecezji.

## Biskupi ordynariusze
- Wikariusze apostolscy
  - Bp Joseph Brendan Whelan, C.S.Sp. 1948 – 1950
- Biskupi ordynariusze
  - Bp Joseph Brendan Whelan, C.S.Sp. 1950 – 1970
  - Bp Mark Onwuha Unegbu 1970 – 1993
  - Bp Anthony Obinna 1993 – 1994
- Arcybiskupi metropolici
  - Abp Anthony Obinna 1994 – 2022
  - Abp Lucius Iwejuru Ugorji od 2022